# جو سه هو
جو سه هو (کره‌ای: 조세호؛ زادهٔ ۹ اوت ۱۹۸۲) کمدین اهل کره جنوبی است. از آثاری که در آنها ایفای نقش کرده‌است می‌توان به هپی توگدر و تو از ستاره‌ها اومدی اشاره کرد.